# Prodidomus lampei
Prodidomus lampei là một loài nhện trong họ Gnaphosidae.
Loài này thuộc chi Prodidomus. Prodidomus lampei được Embrik Strand miêu tả năm 1915.